# Marinha do Paquistão
A Marinha do Paquistão (em Urdu: پاک بحریہ, Pak Bahr'ya) é o ramo naval das Forças Armadas do Paquistão. É responsável por 1046 km (650 milhas) do litoral paquistanês ao longo da costa do Mar Arábico e na defesa de importantes portos civis e bases militares. O Dia da Marinha é comemorado em 8 de setembro, em comemoração da Guerra Indo-Paquistanesa de 1965.
O objectivo principal da Marinha do Paquistão é proteger os interesses militares e econômicos, internos e externos do país, executando as políticas externa e de defesa do Governo do Paquistão através do exercício do efeito militar, atividades diplomáticas e outras atividades de apoio a esses objetivos. Desde o início do século XXI que a Marinha tem focado em operações expedicionárias globais, e desempenhou um papel vital no estabelecimento do Programa Antártico do Paquistão.

## História

### O Início

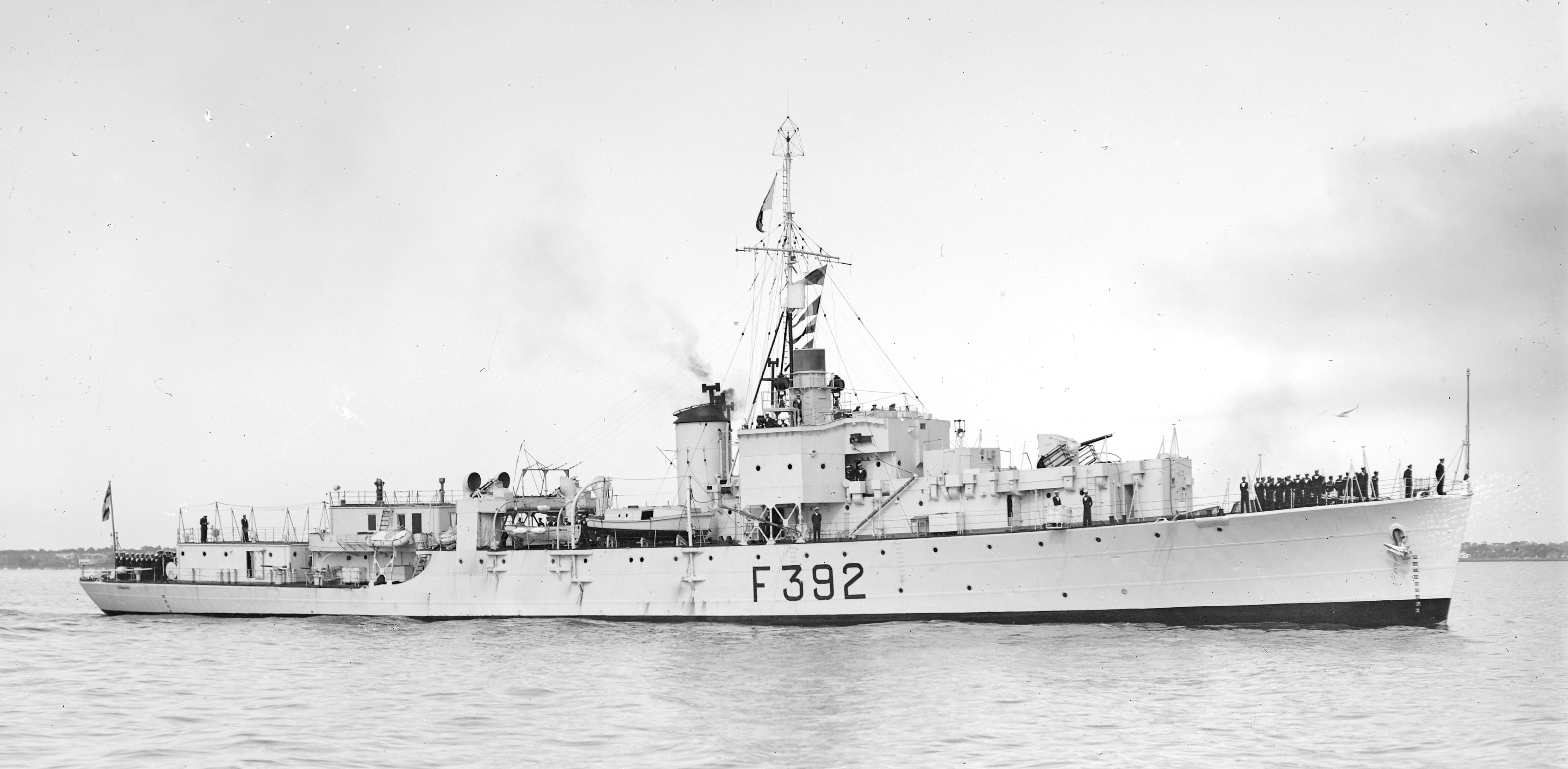
Fragata Shamsher em 1951

A Real Marinha do Paquistão não viu nenhuma ação durante a Guerra Indo-Paquistanesa de 1947, já que todo o combate estava restrito em terra. Em 1956 a República Islâmica do Paquistão foi proclamada pela Constituição de 1956. O prefixo "Real" foi abandonado e o serviço foi re-designado como a Marinha do Paquistão, ou "MP" para abreviação. A insígnia naval e a bandeira paquistanesa substituíram as cores da Rainha e da insígnia branca, respectivamente. A ordem de precedência dos três serviços passou de Marinha, Exército, Força Aérea para o Exército, Marinha, Força Aérea.
Em fevereiro de 1956, o governo britânico anunciou o fornecimento de diversos navios de superfície para o Paquistão. Estes navios de guerra, um cruzador e quatro destróieres foram comprados com fundos disponibilizados no âmbito do Programa de Assistência Militar dos Estado Unidos. A aquisição de mais navios de guerra entre 1956 e 1963, composta por dois destróieres, oito caça-minas costeiros e um navio-tanque, foi o resultado direto da participação do Paquistão nos pactos de defesa anti-comunista da Organização do Tratado do Sudeste Asiático e Organização do Tratado Central.

### Guerra Indo-Paquistanesa de 1965
Durante a Guerra Indo-Paquistanesa de 1965, a Marinha esteve envolvida em um conflito pela primeira vez. Além da realização do bombardeio bem-sucedido da cidade costeira de Dwarka - codinome Operação Dwarka, o submarino PNS Ghazi foi enviado, sendo o primeiro submarino paquistanês e permanecendo como o submarino capitânia da Marinha do Paquistão até o envio contra a frota ocidental da Marinha Indiana no porto de Bombaim (Mumbai).

## Organização

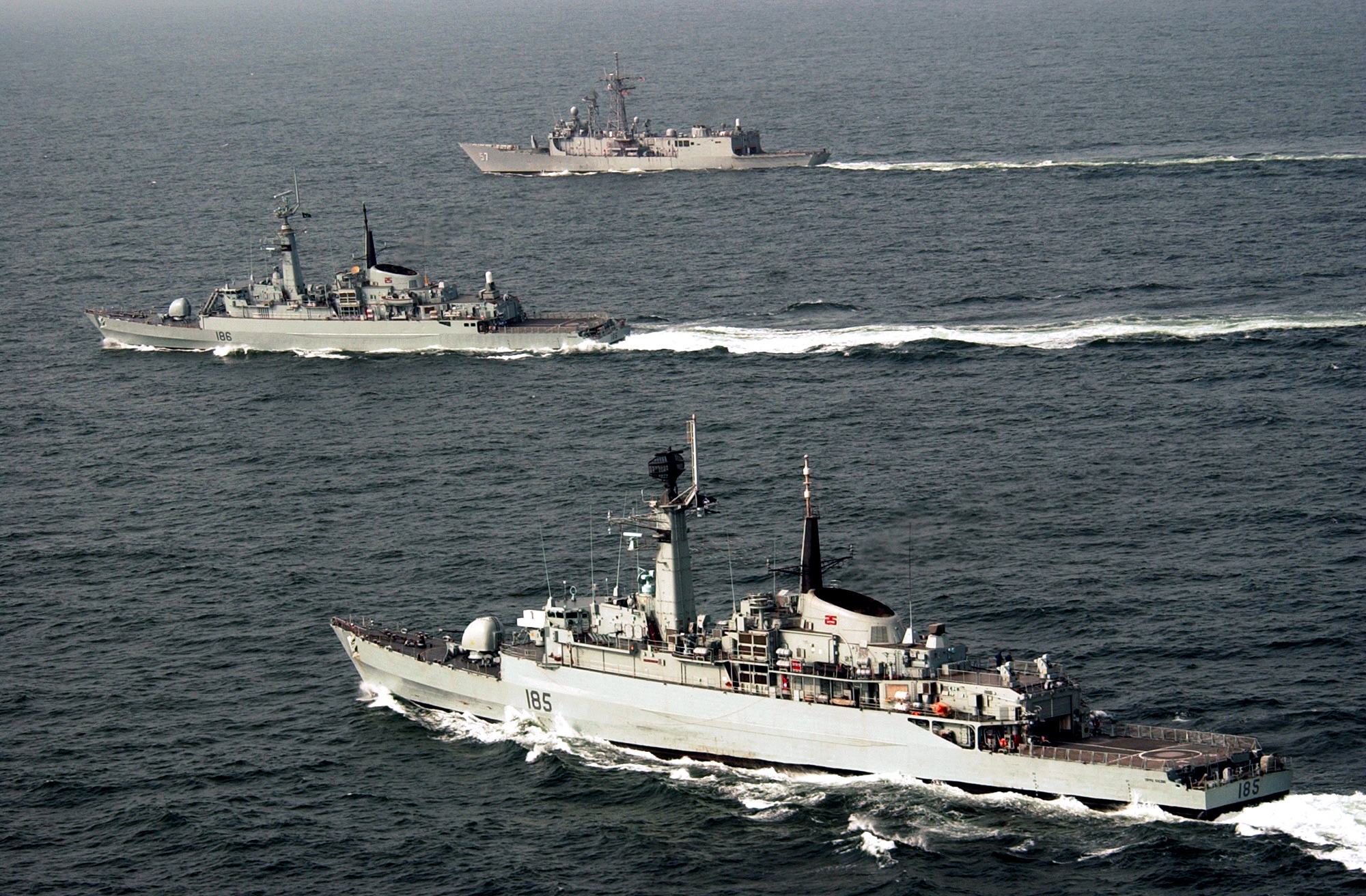
Dois navios paquistaneses (na parte de baixo da imagem) durante um exercício de treinamento com a marinha americana.

A Marinha é comandada por um Almirante de 4 estrelas, que é designado como o Chefe do Estado Maior Naval. O atual é o Almirante Noman Bashir, que assumiu o comando em 2008. O Chefe do Estado Maior Naval tem cinco Chefes Adjuntos do Estado Maior Naval, que vão desde Contra-almirantes a Vice-almirantes. As responsabilidades do Chefe Adjunto do Estado Maior Naval estão listados abaixo:
- Chefe Adjunto do Estado Maior Naval de Operações Navais
- Chefe Adjunto do Estado Maior Naval de Formação e de Pessoal
- Chefe Adjunto do Estado Maior Naval de Materiais
- Chefe Adjunto do Estado Maior Naval de Suprimentos Marítimos
- Chefe Adjunto do Estado Maior Naval de Projetos

A Marinha tem seis grandes comandos combatentes. Cada comando é dirigido por um Vice-almirante de 3 estrelas que reporta diretamente relatórios ao Chefe do Estado Maior Naval, um Almirante de 4 estrelas. O Quartel General está localizado na capital do país, Islamabad:
- Comando de Karachi (COMKAR)
- Comando da Frota Naval do Paquistão (COMPAK)
- Comando Costeiro (COMCOAST)
- Comando Logístico (COMLOG)
- Comando Oficial de Treinamento no Mar (COTM)
- Comando do Norte (COMNOR)
- Comando do Oeste (COMWEST)
- Comando de Aviação Naval (COMNAV)

### Hierarquia
| Insígnia de uniforme |